# Kiersy
Kiersy (deutsch Kirschdorf) ist ein Ort in der polnischen Woiwodschaft Ermland-Masuren und innerhalb der Landgemeinde Braniewo (Braunsberg) im Powiat Braniewski (Kreis Braunsberg). Bis 1945 gehörte er zum Kreis Heiligenbeil in Ostpreußen.

## Geographische Lage
Kiersy liegt im Nordwesten der Woiwodschaft Ermland-Masuren, 15 Kilometer südlich der ehemaligen und heute auf russischem Staatsgebiet gelegenen Kreisstadt Heiligenbeil (russisch Mamonowo) bzw. zehn Kilometer östlich der heutigen Kreismetropole Braniewo (deutsch Braunsberg).

## Geschichte
Erstmals urkundlich erwähnt wurde das seinerzeitige Wargelauken im Jahre 1358. Der kleine Ort, der nach 1358 Kirstendorf und erst ab der Zeit vor 1785 Kirschdorf hieß, bestand aus ein paar kleinen und großen Höfen.
Als Landgemeinde wurde Kirschdorf 1874 in den neu errichteten Amtsbezirk Lindenau (polnisch Lipowina) im ostpreußischen Kreis Heiligenbeil, Regierungsbezirk Königsberg, aufgenommen. 59 Einwohner zählte Kirschdorf im Jahre 1910.
Am 30. September 1928 vergrößerte sich Kirschdorf um die Gutsbezirke Henneberg (polnisch Kokoszewo) und Strauben (Strubiny), die beide eingemeindet wurden. Die Einwohnerzahl der auf diese Weise neu formierten Landgemeinde Kirschdorf belief sich 1933 auf 195 und 1939 auf 160.
In Kriegsfolge wurde Kirschdorf 1945 mit dem gesamten südlichen Ostpreußen an Polen abgetreten. Das Dorf erhielt die polnische Namensform „Kiersy“ und ist heute ein Ort innerhalb der Gmina Braniewo (Landgemeinde Braunsberg) im Powiat Braniewski (Kreis Braunsberg), 1975 bis 1998 der Woiwodschaft Elbląg, seither der Woiwodschaft Ermland-Masuren zugehörig.

## Religion
Kirschdorf war bis 1945 in das Kirchspiel der evangelischen Kirche Lindenau (polnisch Lipowina) in der Kirchenprovinz Ostpreußen der Kirche der Altpreußischen Union eingegliedert. Die heute überwiegend römisch-katholische Einwohnerschaft gehört zur Pfarrei Lipowina im Erzbistum Ermland.

## Verkehr
Kiersy liegt südlich der polnischen Woiwodschaftsstraße 507 (ehemalige deutsche Reichsstraße 142) und ist über die Abzweige in Zakrzewiec (Vogelsang) und Lipowina (Lindenau) zu erreichen. Die nächste Bahnstation war vor 1945 Vogelsang, die jetzt Grodzie heißt. Sie liegt an der Bahnstrecke Olsztyn Gutkowo–Braniewo.